# カプチーノ (ともさかりえの曲)
「カプチーノ」は、ともさかりえの7枚目のシングル。1999年1月27日発売。

## 概要
- アルバム『むらさき。』からの先行シングルであり、ともさかとしては最後の8cmCDシングル。
- 当時ブレイク前夜だった椎名林檎がシーナ・リンゴ名義で提供。亀田誠治がソフトロック・テイストにアレンジした楽曲である。

## 収録楽曲
1. カプチーノ（作詞・作曲：シーナ・リンゴ／編曲：亀田誠治）
椎名林檎のアルバム「逆輸入 〜港湾局〜」にセルフカバーされて収録。
2. 木蓮のクリーム（作詞・作曲：シーナ・リンゴ／編曲：亀田誠治）
ベストアルバム『rie tomosaka best』にはリミックス・ヴァージョンが収録されている。
3. カプチーノ（オリジナル・カラオケ）

## カバー
カプチーノ
- 水瀬伊織（釘宮理恵） - 『THE IDOLM@STER MASTER ARTIST 3 05 水瀬伊織』（2015年6月3日発売）